# Stjepan Iločki
Stjepan III. Iločki, (mađ. Újlaki István), hrvatski velikaš, mačvanski ban (27. svibnja 1429. – 20. travnja 1430.) član obitelji Iločkih. 
Sin je Ladislava Iločkog i Ane Stiboriczi, kćeri Stibora, sedmogradskog vojvode. Imao je četvero braće: Ivana III., Petra, Pavla i Nikolu.
Jedan od pradjedova Stjepana Iločkog bio je Nikola Kont, vlasnik orahovičkog vlastelinstva i praotac velikaške loze Iločkih, koji je obnašao visoku dužnost palatina na kraljevskom dvoru.